# Касильер, Джон Уильям
Джон Уильям Касильер (англ. John William Casilear; 1811—1893) — американский гравёр и художник-пейзажист, участник Школы реки Гудзон.

## Биография
Родился 25 июня 1811 года в Нью-Йорке.
Первоначально учился у известного нью-йоркского гравера Питера Маверика (англ. Peter Maverick) в 1820-х годах. Затем обучался у Ашера Дюрана, после чего стал работать самостоятельно. Они стали друзьями и долгое время работали в Нью-Йорке. К середине 1830-х годов Дюран стал интересоваться пейзажной живописью благодаря своей дружбе с Томасом Коулом и обратил внимание к ней Джона Касильера.
К 1840 году Касильер сформировался как художник. Совершил путешествие в Европу вместе с Дюраном Ашером, Джоном Кенсеттом и Томасом Росситером, где посещал музеи, создал некоторые эскизы, развил интерес к живописи. Наряду с пейзажной живописью занимался гравированием, но к середине 1850-х годов полностью прекратил свою карьеру гравировщика и переключился на живопись.
Джон Уильям Касильер был ассоциированным членом Национальной академии дизайна с 1833 года, действительным членом — с 1851 года; здесь выставлял свои работы на протяжении более пятидесяти лет.
Имел собственную студию в Нью-Йорке. В 1867 году в городе Tamworth, штат Нью-Гэмпшир, женился на Хелен Ховард (англ. Helen M. Howard). У них был сын Джон Касильер (англ. John W. Casilear, 1868—1937).
Умер в городе Саратога-Спрингс, штат Нью-Йорк 17 августа 1893 года. Похоронен на Бруклинском кладбище Грин-Вуд.

## Труды
В настоящее время его работы находятся в коллекциях музея Метрополитен-музея (Нью-Йорк), Национальной галереи искусств (Вашингтон), в поместье Ringwood Manor, штат Нью-Джерси.

Некоторые работы
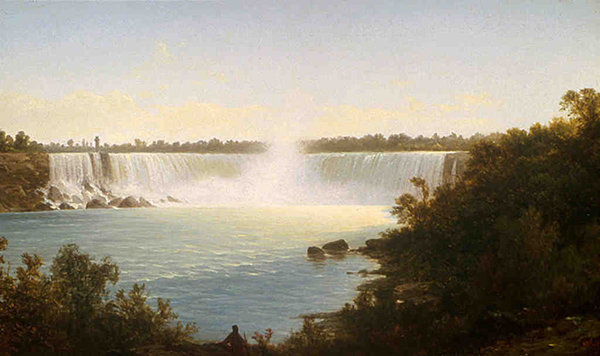
Niagara Falls
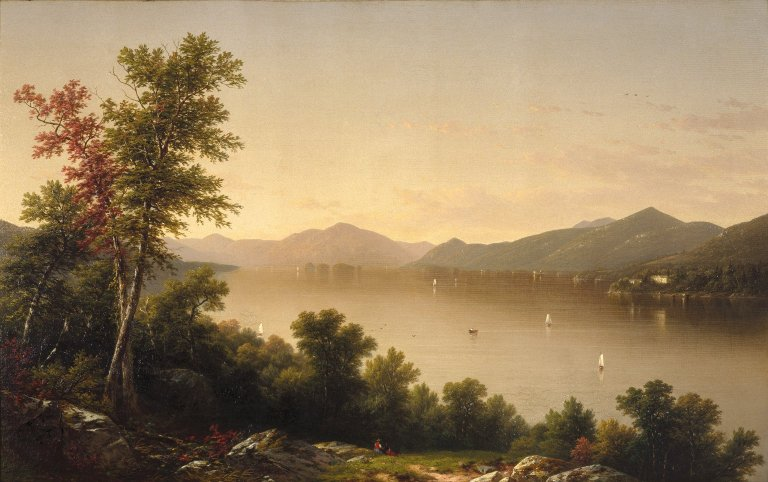
Lake George
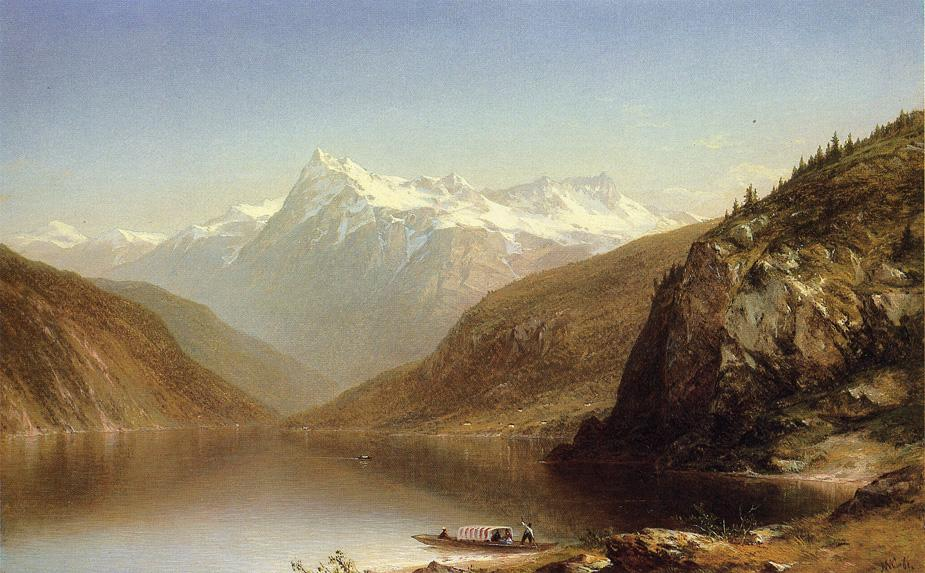
Mountain Lake